# 桑坝乡
桑坝乡，是中华人民共和国甘肃省甘南藏族自治州迭部县下辖的一个乡镇级行政单位。

## 行政区划
桑坝乡下辖以下地区：
班藏村、沙藏村、唐尕村和甘向村。